# Die Macht des Bösen (2017)
Die Macht des Bösen, international auch als HHhH vertrieben, ist ein im Jahr 2017 produzierter Spielfilm. Im Mittelpunkt des Geschehens steht zum einen der rasante Aufstieg von Reinhard Heydrich, zum anderen die Planung und Durchführung der Operation Anthropoid, des von tschechoslowakischen Widerstandskämpfern geplanten Attentats auf Heydrich.

## Handlung
Reinhard Heydrich, Leutnant der Marine, wird aus dieser entlassen. Er hat eine Beziehung zu einer Frau unterhalten und ihr, bevor er sich von ihr getrennt hat, die Ehe versprochen. Heydrich ist verzweifelt. Doch er hat nicht mit dem Ehrgeiz seiner zukünftigen Frau Lina gerechnet, die in der aufstrebenden nationalsozialistischen Arbeiterpartei und ihrem Führer Adolf Hitler die Zukunft Deutschlands erblickt. 
Lina macht Heydrich mit Heinrich Himmler bekannt. Der erkennt das Potenzial Heydrichs und ernennt diesen zum Chef des neuen Sicherheitsdienstes des Reichsführers SS. Heydrich, der die Feinde der „Bewegung“, darunter Ernst Röhm aber auch Kommunisten, gnadenlos verfolgen und töten lässt, macht rasch Karriere. Wenige Jahre später löst Hitler den Zweiten Weltkrieg aus. Nun gilt es, in der Diktion Heydrichs, nach Berlin und Wien auch Prag, wohin man ihn versetzt hat, „judenfrei“ zu machen.
Zur selben Zeit trainieren in Schottland der Tscheche Jan Kubiš und der Slowake Jozef Gabčík für den Ernstfall. Mit Fallschirmen landen sie wenig später in der besetzten Tschechoslowakei und verfolgen mit Unterstützung der Widerstandsbewegung ihr Ziel Heydrich zu töten. Sie kommen bei den Familien Moravec und Novak unter; Jan beginnt eine kurze Liebesbeziehung zu Anna Novak.
Im Juni 1942 können Jan und Jozef auf einer Straße in Prag das Attentat auf Heydrich vollziehen. Heydrich stirbt wenige Tage später an seinen Verletzungen.
Die Rache des Regimes erfolgt wenig später, als das Dorf Lidice dem Erdboden gleichgemacht, die Bevölkerung ermordet oder deportiert wird. Jan und Jozef können sich in der Kirche St. Cyrill und Method in Prag verstecken, werden jedoch von Karel Čurda verraten. Erbittert leisten sie einen letzten bewaffneten Widerstand, als die Deutschen die Kirche stürmen. Sie können sich in die Katakomben der Kirche zurückziehen. Als diese jedoch von den Deutschen mit einem Schlauch unter Wasser gesetzt werden, begehen sie, kurz vor dem Ertrinkungstod, Suizid.

## Hintergrundinformationen
Gedreht wurde der Film mit einem relativ kostengünstigen Budget von 35 Millionen US-Dollar an Schauplätzen in Budapest und Prag. Die Dreharbeiten fanden von September 2015 bis Februar 2016 statt. Das Drehbuch basiert auf dem Roman HHhH (Himmlers Hirn heißt Heydrich) des französischen Schriftstellers Laurent Binet.

## Deutsche Synchronsprecher
- Reinhard Heydrich: Tobias Kluckert
- Lina Heydrich: Ranja Bonalana
- Jan Kubiš: Jacob Weigert
- Jozef Gabčík: Leonhard Mahlich
- Anna Novak: Marie-Luise Schramm
- Heinrich Himmler: Olaf Reichmann
- Josef Valčík: Robert Glatzeder
- Karl Hermann Frank: Frank Schaff
- Heinrich Müller: Thomas Schmuckert
- Adolf Opálka: Uve Teschner
- Admiral Gustav Hansen: Uli Krohm
- Libena Fafek: Wicki Kalaitzi
- General Wagner: Erich Räuker
- Ernst Röhm: Frank Ciazynski
- Karel Čurda: Jeremias Koschorz
- Marie Morávek: Marie Bierstedt
- Vaclav Morávek: Viktor Neumann
- Jan Zelenka: Thomas Kästner
- Ata Moravék: Finn Posthumus
- Birgita: Nora Kunzendorf
- Bretislav Baumann: Stefan Mehren
- Christine Wegel: Wicki Kalaitzi
- Kommandant Schuster: Klaus-Dieter Klebsch
- Dr. Lycka: Reinhard Scheunemann
- Josef Masin: Johann Fohl
- Klaus Heydrich (11 Jahre): Finn Posthumus
- Klaus Heydrich (3 Jahre): Nic Ziegenbein
- Herr Novak: Michael Noack
- Diener: Elmar Gutmann

## Kritik
Das Lexikon des Internationalen Films vergab dem Film drei von fünf möglichen Sternen und urteilte, dass seine Schwerpunktsetzung auch auf die Liebesbeziehungen der Männer „mehr zur Melodramatik als zur psychologischen Erhellung“ beitrage. „Trotz guter Schauspielleistungen und einiger beeindruckender Szenen“ mit Heydrich als Organisator des Holocaust gelinge dem Film damit „kein ganz überzeugender Zugriff auf die historischen Zusammenhänge.“

## Belege
1. ↑   Freigabebescheinigung für Die Macht des Bösen. Freiwillige Selbstkontrolle der Filmwirtschaft (PDF).
2. ↑  Die Macht des Bösen (2017). In: Lexikon des internationalen Films. Filmdienst, abgerufen am 10. Oktober 2022.